# Виа Ания
Виа Ания (на латински: Via Annia) е римски път в Цизалпийска Галия.
Конструиран е през 153 пр.н.е. от Тит Аний Луск, (консул 153 пр.н.е.) от пристанището Атрия (днес Адрия) през Патавиум (днес Падуа) към Аквилея. Завършен е напълно през 131 пр.н.е. от неговия син претор Тит Аний Луск Руф.